# Poparzeni Kawą Trzy
Poparzeni Kawą Trzy – polski zespół pop-rockowy oraz ska założony w 2005 roku, złożony przede wszystkim z dziennikarzy Radia Zet i RMF FM. W zespole grają m.in. Wojciech Jagielski i Jacek Kret, a autorem większości tekstów piosenek zespołu jest Rafał Bryndal.

## Historia
Zespół został założony w 2005 roku na konferencji prasowej w Sejmie. Pierwszy album, zatytułowany Musculus Cremaster, muzycy wydali dopiero w styczniu 2011. W tym samym roku otrzymali nagrodę dziennikarzy na festiwalu TOPtrendy 2011 oraz zwyciężyli w konkursie Przebojem na antenę w Hajnówce; w nagrodę otrzymali możliwość udziału w sesji nagraniowej, którą ufundował prezes Polskiego Radia Białystok.
W 2012 roku wystartowali z utworem „PiłkarSKA” w konkursie na polski przebój Mistrzostw Europy w Piłce Nożnej w 2012. 1 grudnia 2013 roku wydali album pt. Wezmę cię. Płytę promowali m.in. utworem „Byłaś dla mnie wszystkim”, który osiągnął sukces komercyjny. 31 maja 2014 roku wystąpili w konkursie Największe przeboje roku podczas festiwalu TOPtrendy 2014. W kwietniu 2019 wydali trzeci album pt. Zakochaj się we mnie. 9 maja 2024 zmarł Marian Hilla. W 2023 roku gościnnie z zespołem zaczął koncertować saksofonista Wojtek Rusiecki, który w 2024 roku został pełnoprawnym członkiem grupy.

## Dyskografia
Albumy
| Musculus Cremaster                      | - Data: 9 lipca 2011 - Wydawca: Kim Hilla Media      | –  |
| Wezmę cię                               | - Data: 30 listopada 2013 - Wydawca: Kim Hilla Media | 45 |
| Zakochaj się we mnie                    | - Data: 19 kwietnia 2019 - Wydawca: Kim Hilla Media  | 31 |
| „–” oznacza, że album nie był notowany. |                                                      |    |

Notowane utwory
| „PiłkarSKA”                             | 2012 | –  | Wezmę cię            |
| „5 minut”                               | 2012 | –  | Wezmę cię            |
| „Biała skarpeta i sandał”               | 2013 | –  | Wezmę cię            |
| „Byłaś dla mnie wszystkim”              | 2013 | 8  | Wezmę cię            |
| „Wezmę cię”                             | 2014 | 20 | Wezmę cię            |
| „Wybory”                                | 2015 | –  | –                    |
| „Okrutna, zła i podła”                  | 2015 | 16 | Zakochaj się we mnie |
| „Życie zmarnować”                       | 2017 | –  | Zakochaj się we mnie |
| „Szukam cię wszędzie”                   | 2017 | 23 | Zakochaj się we mnie |
| „–” oznacza, że utwór nie był notowany. |      |    |                      |

## Teledyski
| Tytuł                      | Rok  | Reżyseria/Realizacja               | Album     | Źródło |
| -------------------------- | ---- | ---------------------------------- | --------- | ------ |
| „PiłkarSKA”                | 2012 | Roman Osica                        | Wezmę Cię | [ 25 ] |
| „Byłaś dla mnie wszystkim” | 2013 | Piotr Biedroń                      | Wezmę Cię | [ 26 ] |
| „Wezmę Cię”                | 2014 | Rafał Olejniczak                   | Wezmę Cię | [ 27 ] |
| „Wybory”                   | 2015 | Alicja Szymoniczek, Paweł Sochacki | —         | [ 28 ] |
| „Okrutna, zła i podła”     | 2015 | —                                  | —         | [ 29 ] |
| „Życie zmarnować”          | 2016 | Piotr Biedroń                      | —         | [ 30 ] |

## Nagrody i nominacje
| Rok  | Nagroda             | Kategoria                         | Rezultat  | Źródło |
| ---- | ------------------- | --------------------------------- | --------- | ------ |
| 2011 | TOPtrendy 2011      | Nagroda dziennikarzy              | Wygrana   | [ 7 ]  |
| 2011 | Przebojem na antenę | Nagroda Polskiego Radia Białystok | Wygrana   | [ 8 ]  |
| 2014 | TOPtrendy 2014      | Największe przeboje roku          | Nominacja | [ 12 ] |